# Pherania
Pherania is een geslacht van hooiwagens uit de familie Gonyleptidae.
De wetenschappelijke naam Pherania is voor het eerst geldig gepubliceerd door Strand in 1942. 

## Soorten
Pherania is monotypisch en omvat slechts de volgende soort:
- Pherania pygmaea